# Denis Ivanovici Fonvizin
Denis Ivanovici Fonvizin (în rusă Денис Иванович Фонвизин, n. 3/14 aprilie 1745, Moscova, Imperiul Rus – d. 1/12 decembrie 1792, Sankt Petersburg, Imperiul Rus) a fost un dramaturg satiric rus.

## Viața și destinul literar
Născut în 1745, la Moscova, într-o familie de nobili neînstăriți, Denis Ivanovici Fonvizin a avut încă din copilărie prilejul de a observa contrastul izbitor dintre viața de huzur a claselor privilegiate și situația mizeră a țărănimii exploatate.
În timpul studiilor de liceu, apoi la facultatea de filologie, el și-a însușit limba latină și mai multe limbi moderne, vădind aptitudini deosebite la învățătură, datorită cărora a fost trimis la Petersburg împreună cu alți zece elevi eminenți. Acolo, Fonvizin are prilejul să-i cunoască pe Lomonosov și pe întemeietorului teatrului național rus, F. G. Volkov. Reprezentațiile teatrale la care viitorul dramaturg asistă pentru prima dată l-au impresionat puternic.
Fonvizin face primii săi pași de scriitor în domeniul traducerilor. Lui i se datorează tălmăcirea în rusește a fabulelor scriitorului danez Ludvig Holberg, precum și a altor numeroase lucrări literare și politico-sociale. Peste puțin timp apar și primele sale lucrări originale: epistole, fabule, epigrame în care se afirmă talentul lui de scriitor satiric.
În 1762 Fonvizin intră ca translator la Colegiul Afacerilor Externe. În această perioadă, viitorul dramaturg scrie cunoscuta sa fabulă „Vulpoiul predicator” și „Epistola către slugile mele” - amândouă cu un puternic caracter polemic, demascator.
Între anii 1766 — 1769, Fonvizin scrie prima sa comedie satirică „Brigadirul”, care pune temeliile dramaturgiei naționale ruse. De atunci datează și legăturile lui strânse cu N. I. Panin - un om înaintat al timpului, care sprijinea dezvoltarea artelor și a literaturii. Din punct de vedere politic, Panin era șeful grupului opoziționist care combătea politica Ecaterinei a II-a. Împărtășind în totul concepțiile politice ale lui Panin, Fonvizin scrie la moartea acestuia „Cugetări despre nimicirea totală a oricărei forme de guvernare de stat în Rusia” - un fel de „testament” politic al lui Panin și un model de pamflet social îndreptat împotriva regimului despotic al Ecaterinei și al favoriților ei.
Iluministul Fonvizin a fost un militant consecvent împotriva abuzurilor autocrației asupra iobăgiei. „Cugetările” sale conțin o critică la adresa regimului absolutist, cerând prefaceri constituționale și mergând chiar până la amenințări indirecte cu răscoala populară:
„De ce fel de democrație poate fi vorba - se întreba Fonvizin - într-o țară unde poporul zace în bezna celei mai profunde ignoranțe, purtând fără împotrivire jugul unei crunte robii?”—Denis Fonvizin
Această lucrare a atras mânia Ecaterinei, care notase pe marginea „Cugetărilor”:
„Rău am ajuns dacă și domnul Fonvizin vrea să mă învețe cum trebuie să cârmuiesc.”—Ecaterina a II-a Rusiei
Moștenirea literară a lui Fonvizin curpinde și un ciclu de scrisori adresate prietenilor și surorii sale din călătoria pe care a făcut-o în anii 1777 — 1778 în Franța, Italia și Germania. Unele aspecte caracteristice relațiilor capitaliste în plină dezvoltare în aceste țări sunt magistral redate de Fonvizin.
Cetățean devotat al patriei sale, Fonvizin reprezintă cu cinste în străinatate interesele ei, popularizând succesele culturii naționale ruse. Ca scriitor al cărui nume este nemijlocit legat de formarea și dezvoltarea limbii literare ruse, el prezintă la un cenaclu literar din Paris o comunicare despre particularitățile limbii ruse.
Întors în țară, scriitorul își petrece ultimii anii ai vieții departe de societate, țintuit la pat de o boală grea, deprimat sufletește. Astfel își încheie drumul vieții în 1792 primul dramaturg realist rus, autorul unor opere în care, după cuvintele lui Gherțen: „...răzbătea vâna demonică a sarcasmului și a mâniei...”

## Cele mai cunoscute opere
Creația dramatică a lui Fonvizin aduce în repertoriul teatrului rus nota specificului național, ceea ce tocmai lipsea în epoca Ecaterinei a II-a din pricina abundenței de piese traduse din autori străini.
În „Brigadirul”, scriitorul folosește intriga sentimentală ca pretext pentru demascarea racilelor sociale și moarele ale păturilor privilegiate din Rusia țaristă. Construcția oarecum naivă și uneori artificială a subiectului este compensată prin veridicitatea caracterelor, prin profilul tipic al personajelor, care-și găseau corespondențe izbitoare în rândurile nobilimii înapoiate și conservatoare din Rusia acelui timp.
În comedia „Neisprăvitul”, Fonvizin atacă tema luptei împotriva iobăgiei, împotriva educației nobiliare false, dăunătoare, antipopulare în esența ei. Prin această comedie, dramaturgul a demostrat că la baza unei opere dramatice nu trebuie neapărat să stea linia sentimentală a subiectului - lucru pe care îl va face și Gogol în „Revizorul” sau - ci conflictul istoric esențial al epocii, pe care el l-a luat din viața politico-socială a Rusiei din a doua jumătate a secolului al XVIII-lea.